# 清水屋資料館
清水屋資料館（しみずやしりょうかん）は、岐阜県中津川市馬籠にある博物館。

## 概要
中山道馬籠宿で代々宿役人を清水原家の住宅の一部を改装した博物館である。1970年（昭和45年）3月1日開館。
島崎藤村の書簡、掛け軸、手紙などの資料、及び江戸時代の馬籠宿の文化や生活に関する資料（書画、陶磁器、漆器など）を展示する。また、島崎藤村が『夜明け前』を執筆した部屋「思学の間」を復元されている。清水原家は島崎家と親交が深く、島崎藤村の短編小説の嵐の登場人物の「森さん」は、島崎藤村と親しかった清水原家の当主（原一平）がモデルである。
建物は主屋と土蔵がある。主屋は木造2階建、切妻造桟瓦葺の町家であり建築面積は182m2。土蔵は土蔵造の瓦葺2階建であり、建築面積は30m2。明治後期から大正時代の建築であり、2013年（平成25年）に国の登録有形文化財に登録されている。
岐阜県まちかど美術館・博物館に登録されている。

## 利用案内
- 所在地：岐阜県中津川市馬籠4282
- 開館時間：8:00 - 17:00（4月から11月まで）　8:30 - 16:30（12月から3月まで）
- 休館日：不定休
- 入館料：大人300円　小中学生100円
- 駐車場：馬籠宿内は車両通行止めの規制時間があり、馬籠宿入口の駐車場を利用

## 交通アクセス

### 公共交通機関
- 北恵那交通「馬籠」バス停より徒歩約5分
  - JR中央本線中津川駅より馬籠線「馬籠」行き
  - JR中央本線坂下駅より藤沢線「馬籠」行き
- 中央道高速バス飯田線、伊那線、中央ライナー号「中央道馬篭」バス停より徒歩約20分

### 自動車
- 中央自動車道中津川ICより約20分　※馬籠宿入口の駐車場までの所要時間